# Impromptu núm. 3 (Chopin)
L'Impromptu núm. 3 en sol bemoll major, op. 36 de Frédéric Chopin és una obra per a piano publicada l'abril de 1843. Va ser l'últim en l'ordre de la composició dels seus impromptus, però el tercer pel que fa a la publicació.
L'obra està escrita en un compàs compost de 12/8. És una pàgina somrient, amable i virtuosística, amb un cert caràcter d'improvisació. La secció central, Sostenuto, l'expressivitat es torna íntima confessional, arribant a adquirir un cert clima dramàtic i apassionat.